# Vroonermeer

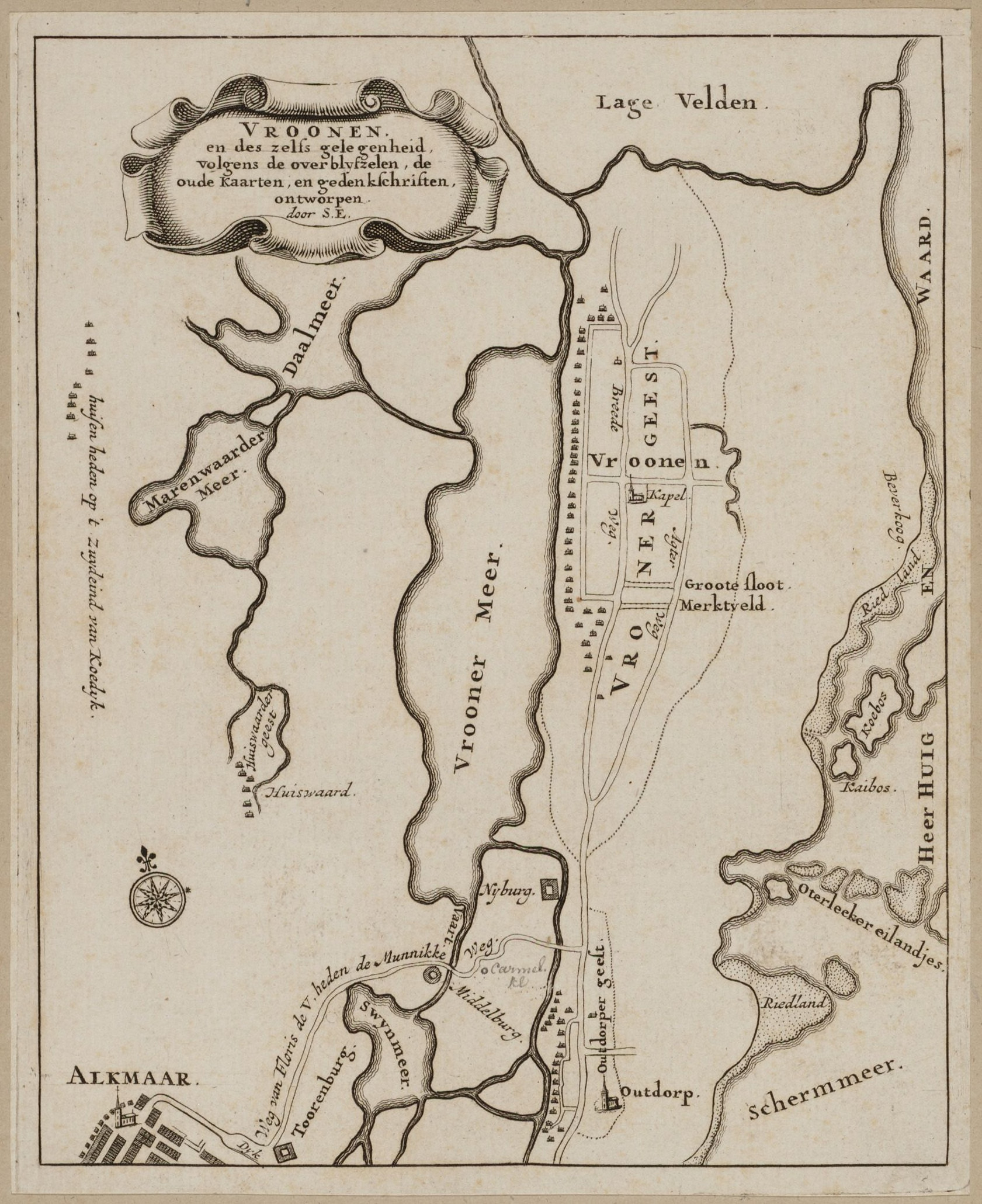
Kaart van het voormalig Vroonermeer en het dorp Vroonen omstreeks 1561

Het Vroonermeer, vroeger ook wel als Vronermeer geschreven, is een polder, wijk en voormalig meer in de Noord-Hollandse stad Alkmaar. Alhoewel een deel van het voormalig meer ook in de gemeente Dijk en Waard is gelegen. De Alkmaarse wijk bestaat uit twee buurten. Deze twee buurten waren bij eerdere indelingen onderverdeeld als behorend tot de wijk Huiswaard-Zuid.
Het Vroonermeer ligt ten westen van het voormalige dorp Vroonen dat op een strandwal lag. Dit dorp werd platgebrand. En op de plek ervan werd het dorp Sint Pancras gebouwd. Het meer werd in de 1561 drooggelegd. Door gebruik van bestaande stroompjes bij de inpoldering had deze polder in eerste instantie een grillige structuur. Maar door ruilverkaveling ontstond een rechte afwatering en is er van de oorspronkelijke structuur niks meer over.
De buurt Vroonermeer-Zuid werd in de eerste helft van het eerste decennium van de 21e eeuw gebouwd. Deze buurt kent een stedelijke opzet. Met de bouw van Vroonermeer-Noord werd eind jaren 10 van de 21e eeuw begonnen. Deze buurt kent een dorpse opzet vanwege de nabije ligging van het dorp Sint Pancras.
in 2021 had de wijk 4.374 inwoners, waarvan het merendeel woonachtig in Vroonermeer-Zuid

## Buurten
De wijk Vroonermeer bestaat uit twee buurten:
- Vroonermeer-Noord (1.245 inwoners, 2021 )
- Vroonermeer-Zuid (3.125 inwoners, 2021)